# Tomás Rodríguez Pinilla

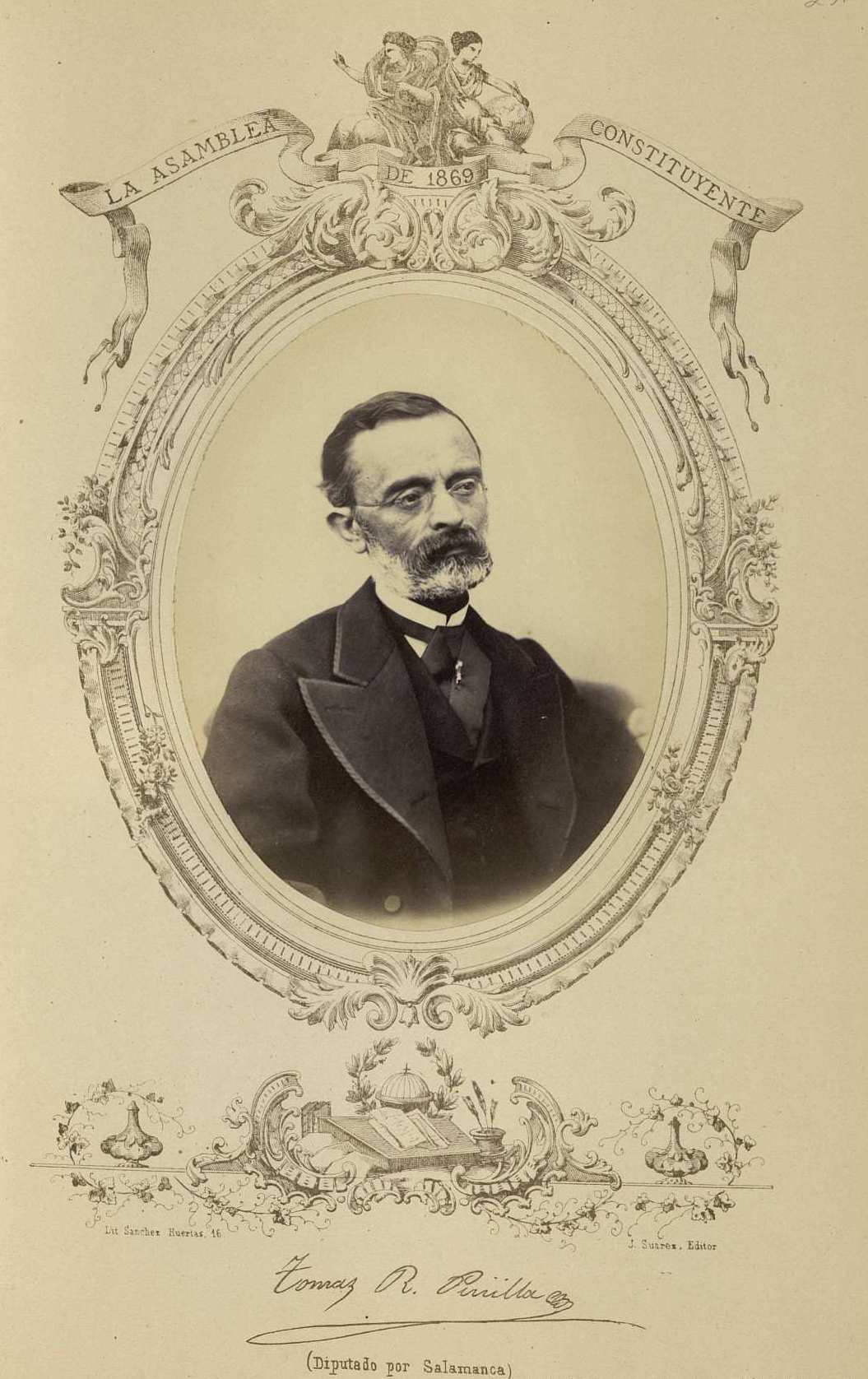
Tomás Rodríguez Pinilla, fotografía de José Suárez sobre orla litográfica de Sánchez. Inscripción: «La Asamblea Constituyente de 1869 / [facsímil de la firma / (Diputado por Salamanca)». Biblioteca Nacional de España.

Tomás Rodríguez Pinilla (Salamanca, 8 de septiembre de 1815-Madrid, 	23 de mayo de 1886) fue un político e intelectual español, miembro del Partido Demócrata. Fue elegido diputado por la circunscripción de Salamanca en octubre de 1854 (Bienio Progresista) y de nuevo, tras la Revolución de 1868, en las elecciones a Cortes Constituyentes por sufragio universal del 15 de enero de 1869 y en las de agosto de 1872.
Adscrito tras la Gloriosa al grupo llamado de los cimbrios, con el régimen de la Restauración se apartó voluntariamente de la escena política. Fue padre del escritor Cándido Rodríguez-Pinilla y del médico Hipólito Rodríguez-Pinilla.

## Biografía
Nacido el 8 de septiembre de 1815, hijo de José Rodríguez, un platero salmantino fundador de la Escuela de San Eloy, de ideas liberales por las que sufrió cárcel en 1823, y de María Pinilla, natural de Ciudad Rodrigo.
Estudió en la Universidad de Salamanca, alcanzando el grado de bachiller en Leyes en 1834 y en Cánones en 1836. Compatibilizó los estudios de derecho con el alistamiento como voluntario en los Cuerpos Francos para luchar contra los carlistas. Por su comportamiento heroico en la defensa de Vitigudino, ocupada por el cabecilla carlista Calvente en 1839, fue condecorado con la Orden de María Luisa.
En 1839 se estableció en Ledesma donde a la vez que ejercía de abogado adquirió algunos bienes nacionales y contrajo matrimonio con María Bartolomé Polo.
En 1846, de vuelta en Salamanca opositó a cátedras de instituto de enseñanzas medias, enseñó geografía en el instituto agregado a la facultad de Filosofía y comenzó a colaborar con los periódicos madrileños El Eco de la Juventud de Fernando Garrido y La Discusión de Nicolás María Rivero, el político al que se sintió siempre más unido. Fruto de sus estudios de geografía será la Reseña histórica de los progresos de la geografía y de los viajes y descubrimientos desde los tiempos remotos hasta los presentes, obra publicada en 1863. Al negarse a firmar la declaración de fidelidad al Trono conocida como exposición de vidas y haciendas, fue apartado de la cátedra en 1848. En 1851 fundó La Unión, asociación de artesanos en la que se apoyó para difundir las ideas democráticas y amparar en 1854 el levantamiento progresista, que en Salamanca tuvo carácter de revuelta popular. Como diputado en la cortes del Bienio Progresista defendió la construcción de la línea férrea Medina del Campo-Salamanca, que él entendía como el medio para sacar a la ciudad de su «marasmo secular».
Tras el golpe que puso fin al bienio volvió a sus estudios, doctorándose en 1863 en Filosofía y Letras, sin dejar de participar en diversos proyectos que eran tanto culturales como políticos, como la dirección del Liceo Literario y Artístico y del periódico Adelante, hasta que a raíz del fracasado alzamiento de 1866 hubo de refugiarse en Portugal. En enero de 1867, al retornar a Salamanca, fue desposeído de su cátedra y tras sufrir alguna detención se escondió en algún lugar próximo a Madrigal de las Altas Torres desde el que el 1 de octubre de 1868 entró triunfalmente en Salamanca al consumarse la revolución y ser nombrado presidente de la Junta revolucionaria. En las Cortes Constituyentes de 1869 tuvo una participación muy activa, destacando en cuestiones propias de su ideario reformista, como la defensa de la implantación del jurado también en causas criminales, hasta el 3 de mayo de 1870 cuando renunció al acta de diputado al ser nombrado oficial mayor del ministerio de la Gobernación, acta que sin embargo recuperó en las elecciones parciales de junio siguiente. En 1871 volvió a su cátedra en Salamanca, ahora de Historia de España, pero por poco tiempo pues inmediatamente fue llamado a Madrid donde ocupó la Dirección General de Propiedades y Derechos del Estado, con Manuel Ruiz Zorrilla al frente del Gobierno, y secretario general de los ministerios de Hacienda y Estado durante la Primera república.
Apartado de la primera línea política tras la Restauración, entró en 1876 en la dirección de la Institución Libre de Enseñanza y en 1880 publicó Hércules y Anteo. Estudio sobre biología social, donde exponía su pensamiento cercano al krausismo, profundamente cristiano, jacobino y empapado de humanitarismo. Cuatro años más tarde publicaría Colón en España, un estudio biográfico de Cristóbal Colón.